# Concordia (korporacja)
Korporacja Akademicka Concordia powstała przy Katolickim Uniwersytecie Lubelskim 22 października 1922. W październiku 2000 została reaktywowana w Lublinie.
- Barwy: stalowa, złota, karmazynowa
- Dewiza: Concordia res parvae crescunt, discordia maximae dilabuntur (W zgodzie małe rzeczy rosną, a w niezgodzie nawet największe upadają)
- Herb: tarcza trzypolowa, skośnie dzielona, na polu najwyższym, stalowym, wieniec laurowy, na środkowym złotym – cyrkiel Korporacji, na karmazynowym – dwie dłonie połączone uściskiem.

## Znani Concordusi
Członkami rzeczywistymi K!Concordia byli m.in.:
- Ludwik Christians (1902–1956), poseł na Sejm RP, prezes PCK (1941-1946), adwokat,
- Tadeusz Głuchowski, (1907–1990), adwokat, uczestnik wojny obronnej 1939 r. i Polskich Sił Zbrojnych na Zachodzie,
- Kazimierz Królikowski, (1906–19..), adwokat w Zamościu i Hrubieszowie; podporucznik rezerwy piechoty; w kampanii wrześniowej walczył w 8 pp Leg. 3 DP;
- Zygmunt Kulczycki (1909–1940), dr prawa, adwokat, oficer WP, zamordowany w Katyniu,
- Andrzej Modrzewski, adwokat, pracownik naukowy KUL, ochotnik w wojnie z bolszewikami w 1920 r. i uczestnik wojny obronnej 1939 r.,
- Tomasz Rostworowski (1904–1974), SJ, kapelan AK-NOW; kapelan Komendy Głównej AK w czasie powstania warszawskiego; w 1950 r. został aresztowany i oskarżony o działalność antypaństwową, za co w 1951 r. otrzymał wyrok 12 lat więzienia; socjusz magistra nowicjatu w Kaliszu (1956/1957), duszpasterz akademicki w Lublinie; dyrektor Sekcji Polskiej Radia Watykańskiego w latach 1967 - 1973; zmarł w opinii świętości; odznaczony podwójnym Krzyżem Walecznych, Orderem Virtuti Militari i Złotym Krzyżem Zasługi z Mieczami;
- Serafin Józef (1913–1996); mgr praw KUL; w 1933 r. odbył służbę wojskową w Podchorążówce Piechoty w Równem; studia ukończył w 1937 r., po czym odbył praktyki zawodowe w ambasadach RP w Bukareszcie i Brukseli; jako podporucznik rez. brał udział w obronie Włodzimierza Wołyńskiego; uniknął niewoli sowieckiej i w G.G. związał się z pracą konspiracyjną w ZWZ-AK; aresztowany w 1942 r., więziony "Pod Zegarem", na Zamku Lubelskim i obozie na Majdanku; uciekł z transportu przy ewakuacji obozu; po wojnie pracował na kierowniczych stanowiskach w Głównym Urzędzie Miar, Ministerstwie Oświaty oraz w resortach komunikacji i transportu; w 1960 r. skierowany na placówkę PLL "Lot" do Nowego Jorku, skąd przeszedł do pracy w centralach handlu zagr.; odznaczony Krzyżem Kawalerskim Orderu Odrodzenia Polski, Krzyżem Oświęcimskim oraz szeregiem innych;
- Jerzy Szczepowski (1900-1940), student prawa KUL, wachmistrz kawalerii, zamordowany w Katyniu,
- Ryszard Zdziarski (1915-2003), sędzia, adwokat, pracownik naukowy KUL,
- Leonard Zub-Zdanowicz (1912-1982), rotmistrz kawalerii, major NSZ, szef sztabu Brygady Świętokrzyskiej NSZ, "Cichociemny", odznaczony Orderem Virtuti Militari i Krzyżem Walecznych,

Filistrami honoris causa K! Concordia byli:
- Bronisław Boufałł (1867–1949), profesor prawa międzynarodowego KUL (1924-1927), kawalerzysta, dyplomata, odznaczony Krzyżem Walecznych,
- Stanisław Bryła (1887–1939), Prezes Sądu Okręgowego, dr prawa, pracownik naukowy KUL,
- Henryk Insadowski (1887–1946), profesor prawa rzymskiego KUL, dziekan Wydziału Prawa Kanonicznego,
- Władysław Jung generał, dowódca DOK Lublin,
- Ludomir Kłobski, ziemianin,
- Józef Kruszyński, ksiądz, rektor KUL, profesor biblistyki,
- Edward Rettinger, adwokat,
- Henryk Sachs, ziemianin, poseł na Sejm z ramienia Stronnictwa Narodowego,
- Leon Waściszewski (1886–1935), profesor statystyki i polityki ekonomicznej KUL,